# Президентские выборы в Бангладеш (1981)
Президентские выборы 1981 в Бангладеш проводились в связи с убийством 30 мая 1981 президента Зиаура Рахмана, состоялись 15 ноября 1981.
К участию в выборах было допущено в общей сложности 39 кандидатов, явными фаворитами были кандидат от Националистической партии Бангладеш Абдус Саттар и кандидат от Авами Лиг Камаль Хоссейн. Победу одержал Абдус Саттар, который набрал 65,5 % голосов. Явка избирателей была 54,3 %.

## Результаты выборов
| Candidate                   | Party                                     | Votes      | %    |
| --------------------------- | ----------------------------------------- | ---------- | ---- |
| Абдус Саттар                | Националистическая партия Бангладеш       | 14 203 958 | 65.5 |
| Камаль Хоссейн              | Авами Лиг                                 | 5 636 113  | 26.0 |
| Маулана Мохаммедулла        | Независимый кандидат                      | 388 741    | 1.8  |
| Мухаммад Османи             | Независимый кандидат                      | 293 637    | 1.4  |
| М.А.Джалиль                 | Jatiya Samajtantrik Dal                   | 248 769    | 1.1  |
| Музаффар Ахмед              | NAP (M)-Коммунистическая партия Бангладеш | 224 188    | 1.0  |
| 33 остальных кандидата      |                                           | 682 154    | 3.2  |
| Недействительных бюллетеней | Недействительных бюллетеней               | 332 524    | -    |
| Всего                       | Всего                                     | 22 010 084 | 100  |
| Источник: Nohlen и др.      |                                           |            |      |